# 布鲁斯·博伊特勒
布鲁斯·博伊特勒（英語：Bruce Alan Beutler，1957年12月29日—），美国免疫学家和遗传学家，出生于伊利诺伊州芝加哥。因发现如何激活先天免疫而与鲁斯兰·麦哲托夫和朱尔·A·奥夫曼分享2011年邵逸夫生命科學與醫學獎。同年（2011年），博伊特勒連同朱爾斯·霍夫曼獲諾貝爾生理學或醫學獎一半獎項，以表揚他們「關於先天免疫機制激活的發現」，另一半獎項由瑞夫·史坦曼獲得。
他目前是位于达拉斯的德克薩斯大學系統西南医学中心宿主防御(Host Defense)遗传研究的主任；他同时担任位于加州拉霍亚的斯克里普斯研究所的教授和遗传部门的主任。他的父亲欧内斯特·博伊特勒是名血液学家和遗传医学家，也是该研究所的教授和部门主任。

## 生平
1959年到1977年，他居住在加州南部。他在帕萨迪娜的理工学校读中学。后来进入加州大學聖地牙哥分校，1976年18岁毕业。1977年进入芝加哥大学学习医学，1981年23岁时获得医学士。
在他童年和少年时期，他就对生物学产生了浓厚的兴趣。在他父亲的实验室里他从事生物学研究。后来，在大野乾的实验室(以基因研究而闻名)工作。此外，他也在亚伯拉罕·布劳德（研究脂多糖、内毒素和单纯疱疹病毒的生物学专家）的实验室工作。后来，他深入涉及脂多糖和疱疹病毒领域，致力于对先天免疫系統进行研究。

## 学术职务
1981至1983年，博伊特勒在德克萨斯大学西南医学中心继续他的医学训练，在内科实习，常驻神经内科。1983之1985年之间他是洛克菲勒大学安东尼·切拉米实验室的博士后研究员。1985年他成为洛克菲勒大学助理教授。1984至1986年他担任洛克菲勒大学助理医师。
1986年博伊特勒回到达拉斯，任得克萨斯大学西南医学中心内科部助理教授，以及霍华德·休斯医学会助理研究员，在医学会他连续14年担任此职。1990年他在休斯医学会成为助理教授和副研究员，1996年成为正式教授。
2000年博伊特勒迁至拉霍亚的斯克里普斯研究所，就任免疫学部教授。2007年他成为斯克里普斯新成立的遗传学部主席。

## 荣誉
他个人获得了包括美国科学院和美国国家医学院在内授予他的许多荣誉。他是欧洲分子生物学组织(EMBO)的外籍会员，美国医师协会和美国临床研究协会的会员。
著名荣誉如下：
- 諾貝爾生理學或醫學獎 (2011，与瑞夫·史坦曼和朱尔·A·奥夫曼分享)
- 邵逸夫生命科學與醫學獎 (2011，与朱尔·A·奥夫曼和Ruslan M. Medzhitov分享)
- Will Rogers Institute 年度研究奖 (2009)
- Albany Medical Center Prize (2009，与Charles A. Dinarello和拉尔夫·斯坦曼分享)[3]
- 因天生免疫研究获得巴尔赞奖 (2007，与朱尔·A·奥夫曼分享)
- 获得慕尼黑工业大学授予的名誉医学博士学位 (2007)
- 癌症研究机构颁发的William B. Coley Award (2006，与審良靜男分享)
- 法国科学院授予的Gran Prix Charles-Leopold Mayer (2006)
- 德国Robert Koch基金会Robert Koch Prize (2004，与朱尔·A·奥夫曼和Shizuo Akira分享)
- Institute for Scientific Information自2001年将他列入ISI highly cited researcher，标志着他成为免疫领域有影响力的人物。他也被Thomson-Reuters列为Citation Laureate （页面存档备份，存于）。

## 家庭
他是个犹太人，父亲欧内斯特·博伊特勒是个遗传学家，母亲布伦德尔·梅伊·弗莱舍是名记者。他于1980年同芭芭拉·博伊特勒（婚前姓兰茨尔）结婚，1988年离婚，两人共有三名子女：丹尼尔（1983年生）、埃利奥特（1984年生）和乔纳森（1987年生）。